# Г'юстон (Пенсільванія)
Г'юстон (англ. Houston) — місто (англ. borough) в США, в окрузі Вашингтон штату Пенсільванія. Населення — 1172 особи (2020).

## Географія
Г'юстон розташований за координатами 40°14′58″ пн. ш. 80°12′40″ зх. д. / 40.24944° пн. ш. 80.21111° зх. д. (40.249451, -80.211130).  За даними Бюро перепису населення США в 2010 році місто мало площу 1,06 км², уся площа — суходіл.

## Демографія
Згідно з переписом 2010 року, у селищі мешкало 1296 осіб у 609 домогосподарствах у складі 320 родин. Густота населення становила 1218 осіб/км².  Було 652 помешкання (613/км²).
Расовий склад населення:
| - 91,7 % — білих - 3,4 % — чорних або афроамериканців - 0,4 % — азіатів - 0,2 % — корінних американців |

До двох чи більше рас належало 3,6 %. Частка іспаномовних становила 1,2 % від усіх жителів.
За віковим діапазоном населення розподілялося таким чином: 19,2 % — особи молодші 18 років, 62,0 % — особи у віці 18—64 років, 18,8 % — особи у віці 65 років та старші. Медіана віку мешканця становила 43,3 року. На 100 осіб жіночої статі у селищі припадало 94,3 чоловіків;  на 100 жінок у віці від 18 років та старших — 86,0 чоловіків також старших 18 років.
Середній дохід на одне домашнє господарство  становив 50 320 доларів США (медіана — 39 444), а середній дохід на одну сім'ю — 70 400 доларів (медіана — 65 000). Медіана доходів становила 41 581 долар для чоловіків та 36 071 долар для жінок. За межею бідності перебувало 15,5 % осіб, у тому числі 23,8 % дітей у віці до 18 років та 11,3 % осіб у віці 65 років та старших.
Цивільне працевлаштоване населення становило 641 особа. Основні галузі зайнятості: освіта, охорона здоров'я та соціальна допомога — 19,5 %, мистецтво, розваги та відпочинок — 17,2 %, роздрібна торгівля — 14,8 %.